# Michael M. Rea
Michael M. Rea (Nueva York, 19 de enero de 1927 - Washington, 31 de julio de 1996) fue un empresario estadounidense, bibliófilo, coleccionista de arte y fundador del Premio Rea que anualmente distingue la carrera de un escritor de relatos de nacionalidad estadounidense o canadiense. Con este fin, creó la Fundación Dungannon, que también concede becas para escritores en universidades y colleges. Tras su muerte, su viuda (la fotógrafa Elizabeth Richebourg) se hizo cargo de la continuidad del premio. La Fundación Dungannon también colabora en otras actividades culturales, en colaboración con la Fundación Solomon R. Guggenheim, el Museo de Arte de Palm Beach o la Galería de Arte Corcoran de Washington.

## Estudios y carrera empresarial
Licenciado por la Universidad de Virginia, durante la Segunda Guerra Mundial sirvió en el Cuerpo de Marines de los Estados Unidos y estuvo destinado en China. Como empresario, comenzó su carrera en Pittsburgh, ciudad de la que procedían sus padres. A través de su empresa Harrea Broadcasters, llegó a ser el propietario o gestor de varias emisoras de radio en Pensilvania y Maryland. También se dedicó al negocio editorial y reeditó, entre otras obras, la novela de Isaac Bashevis Singer Satan in Goray en una edición de lujo.